# Non fuggire, sceriffo
Non fuggire, sceriffo (Find a Victim) è un romanzo di genere hard boiled dello scrittore statunitense Ross Macdonald. Pubblicato nel 1954 con la firma John Ross Macdonald, è il quinto libro della serie dedicata all'investigatore Lew Archer.

## Storia editoriale
Find a Victim è stato tradotto in francese, svedese, tedesco, giapponese, spagnolo, olandese, danese, norvegese, finlandese, polacco, ungherese, oltre che in italiano.

## Trama
Lew Archer sta viaggiando verso Sacramento con materiale indiziario da presentare alle autorità, quando, in prossimità di Las Cruces, trova un giovane in fin di vita sulla strada. Sistema il ferito nella sua auto e prosegue per cercare soccorso: giunto al motel Kerrigan, conosce i coniugi proprietari, i quali riconoscono nel moribondo un autista delle autorimesse Meyer, di nome Tony Aquista. Durante la corsa all'ospedale Aquista muore e fa la sua comparsa lo sceriffo Brandon Church, che rivela subito antipatia e prevenzione verso Archer, spalleggiato dal poliziotto Braga, cugino della vittima. Archer rimane a disposizione, ma è molto sospettoso e critico verso il modo di agire dello sceriffo.
Aquista è morto ed è sparito  il grosso camion che guidava, proprietà di Meyer. Indagando, Archer scopre che la figlia minore di Meyer, Anne, manca dal lavoro (presso il motel Kerrigan) da ormai una settimana. Anche la sorella Hilda (moglie di Church) non sembra sapere dove Anne sia finita. Questo induce Archer a continuare le ricerche, prima per conto di Meyer, poi per suo conto: si scontra così più volte con Church (e Braga), con i quali l'investigatore ha scontri fisici assai violenti. Nel frattempo, anche Kerrigan viene assassinato con un colpo preciso all'occhio. Emerge che l'uomo  era pieno di debiti e stava per fuggire con Jo Summer, dopo che per anni era stato l'amante di Anne Meyer.
Le indagini ufficiali (di cui sono responsabili Church e il suo superiore Westmore) e quelle private di Archer conducono lontano: in montagna dove Kerrigan è stato visto con Anne e dove Jo era stata con Bozey,un delinquente che stava a sua volta portando oltre confine lo stesso carico in precedenza affidato ad Aquista: una partita di liquore del  valore di almeno 70.000 dollari. Benché avvertito, Church si è fatto scappare l'automezzo. Archer trova un alleato in McGowan, nonno di Jo e insieme ostacolano la partenza della partita di Whisky, trasbordata in un altro camion. Recuperano  anche Bozey, assalito dai complici e messo fuori combattimento da un pestaggio. Bozey è assicurato alla giustizia, ma Archer è convinto che il  ragazzo non abbia compiuto i delitti. Trova inoltre il cadavere di Anne Meyer in un luogo isolato, nel baule di una macchina di Meyer, che viene arrestato per i tre omicidi.
Eppure, da Meyer, non si trova la pistola che ha ucciso tre persone: Aquista, Kerrigan e Anne; il padre infatti l'aveva data ad Anne per difendersi. Illuminato da un'intuizione, Archer si reca alla casa dei Church e fa confessare i tre delitti a Hilda. La donna è palesemente folle e irresponsabile. Invece Church, quando raggiunge Archer in casa, ha la pistola in tasca. L'ha nascosta per proteggere Hilda, che avrebbe dovuto ricoverare molti anni prima. Innamorato di Anne, Church si è comportato come un funzionario corrotto e ha messo in gioco la sua reputazione. Archer gli assicura che, per quanto è in suo potere, non lo danneggerà più dello stretto necessario, comprendendo che lo sceriffo preferirebbe il pubblico disprezzo, anziché convivere con la coscienza sporca.

## Personaggi
- Lew Archer, investigatore privato di Los Angeles in trasferta: giunge casualmente nella località di Las Cruces.
- Brandon Church, sceriffo a Las Cruces.
- Hilda (nata Meyer), moglie di Church.
- Anne Meyer, sorella di Hilda e cognata di Church.
- Meyer, padre di  Hilda e Anne, proprietario dell'Autorimessa Meyer.
- Tony Aquista, giovane autista della ditta Meyer.
- Don Kerrigan, proprietario di un motel e di un locale, "La scarpetta d'oro".
- Kate detta Katie, moglie di Kerrigan e figlia del defunto giudice Craig.
- Jo Summer, cantante alla "Scarpetta d'oro", amante di Kerrigan: molto giovane, il vero nome è Josephine McGowan.
- Leonard Bozey, giovane delinquente: si è fatto passare per il marito di Jo.
- McGowan, nonno di Jo/Josephine.
- Sally Devore, benzinaia e testimone.
- Sal Braga, cugino di Tony Aquista e poliziotto agli ordini di Church.
- Sam Westmore, procuratore a Las Cruces, superiore diretto di Church.

## Edizioni in italiano
- John Ross Macdonald, Non fuggire, sceriffo, traduzione di Vittoria Comucci, collana Il Giallo Mondadori. n. 326, Milano: Mondadori, 1955
- Ross MacDonald, Sunset Boulevard, introduzione di Guido Almansi, Omnibus gialli, Milano: A. Mondadori, 1992. Contiene: Il vortice, Non piangete per chi ha ucciso, Il ghigno d'avorio, Non fuggire, sceriffo